# Luigi (personaggio)
Luigi (ルイージ?, Ruīji) è un personaggio del media franchise di Mario. Creato da Shigeru Miyamoto, Luigi appare più snello ed alto di Mario, di cui è il fratello, ed è in grado di compiere salti più elevati di quest'ultimo.
Fa la sua prima apparizione nel 1983 come personaggio giocante nel videogioco arcade Mario Bros. e da allora compare in quasi tutti i titoli dotati della funzionalità multigiocatore in cui appare il fratello Mario. Riveste il ruolo di protagonista nel videogioco Mario is Missing! e nella serie Luigi's Mansion. In occasione del suo trentesimo anniversario, la Nintendo ha dichiarato il 2013 l'"Anno di Luigi".
Luigi indossa abitualmente una maglietta verde, una salopette blu ed un cappello anch'esso di colore verde, con la lettera L.

## Nome
(Luigi in Mario Kart 64)

Emblema di Luigi

Il nome di Luigi venne ispirato da una pizzeria di Redmond, nei pressi del quartier generale di Nintendo of America, chiamata "Mario & Luigi's".
In un'intervista al New Straits Times, Shigeru Miyamoto ha evidenziato che la parola giapponese 類似 ruiji significa "somiglianza".

## Storia
Luigi viene introdotto nel videogioco Mario Bros.. In questo titolo Luigi ha le stesse fattezze del fratello Mario, ma a causa dell'utilizzo di una diversa tavolozza di colori, indossa una salopette ed un cappello di colore verde. La limitazione tecnica è ancora più evidente in Wrecking Crew (1985) in cui Luigi assume una colorazione viola.
In alcuni titoli è possibile controllare Luigi in modalità cooperativa, mentre altri videogiochi (tra cui Super Mario Bros.) prevedono l'utilizzo solamente al termine del turno del primo giocatore. Il personaggio giocante è inoltre il protagonista di Luigi's Mansion e dei suoi seguiti.
L'aspetto moderno di Luigi deriva da Super Mario Bros. 2. Nel titolo precedente, Super Mario Bros.: The Lost Levels, il personaggio aveva ancora una casacca bianca, sebbene fosse in grado di spiccare lunghi salti.
Nel film Super Mario Bros. (1993) Luigi viene interpretato dall'attore John Leguizamo. In quest'opera è più giovane di Mario, è privo dei suoi classici baffi e s'innamorerà della Principessa Daisy.
Da Mario Tennis (2000) ha una nemesi chiamata Waluigi.
Nel 2013, in occasione dei trent'anni di storia di Luigi, viene prodotta un'intera gamma di prodotti dedicata al personaggio che include un Nintendo 3DS a tema e una colonna sonora dedicata al fratello di Mario. Oltre a Luigi's Mansion 2, a Luigi è dedicato il contenuto aggiuntivo New Super Luigi U.

## Apparizioni
Dopo aver ricoperto il ruolo di secondo giocatore nei primi titoli della serie, la figura di Luigi non compare nel videogioco Super Mario Land, pubblicato nel 1989, e nel suo seguito Super Mario Land 2: 6 Golden Coins del 1992, entrambi per Game Boy, dove il protagonista indiscusso è il fratello Mario. Oltre alle apparizioni nei sequel di Super Mario Bros., Luigi compare nella sua forma infantile come Baby Luigi in Super Mario World 2: Yoshi's Island, dove viene rapito dal malvagio Kamek. Anche in Super Mario RPG: Legend of the Seven Stars il personaggio appare solo come comparsa.
Nei titoli per Nintendo 64 si nota la scomparsa di Luigi, in particolare in Super Mario 64 e Paper Mario e nei rispettivi sequel per Nintendo GameCube: Super Mario Sunshine e Paper Mario: Il portale millenario.

Tavolozza di Mario e Luigi in Super Mario Bros.

L'avvento della console GameCube offre la possibilità di provare ad utilizzare Luigi come protagonista e non più come spalla di Mario. Nel 2001 esce Luigi's Mansion in cui l'idraulico vince inaspettatamente un lussuoso palazzo, sebbene non abbia mai partecipato al concorso in cui è stato messo in palio. Luigi invita il fratello Mario che tuttavia viene rapito dai fantasmi che hanno infestato la struttura. Con l'aiuto del Professor Strambic, Luigi caccerà i fantasmi e salverà Mario. Nel 2013 viene distribuito il sequel del videogioco, dal titolo Luigi's Mansion 2. Un terzo capitolo, Luigi's Mansion 3, è uscito nel 2019 per Nintendo Switch.
Sulle console portatili Game Boy Advance, Nintendo DS e successive si ritrova spesso il duo Mario e Luigi, il quale dà così vita a una saga spin-off separata rispetto a quella principale con protagonista il solo Mario. I titoli pubblicati sono Mario & Luigi: Superstar Saga (2003), Mario & Luigi: Fratelli nel tempo (2005), Mario & Luigi: Viaggio al centro di Bowser (2009), Mario & Luigi: Dream Team Bros (2013), Mario & Luigi: Paper Jam Bros (2015) e il più recente Mario & Luigi: Fraternauti alla carica (2024).
In New Super Mario Bros. il personaggio è disponibile solamente utilizzando un trucco che viene fornito al termine dei titoli di coda, una volta completata l'avventura con Mario o nella modalità multiplayer Mario vs Luigi. Si trova anche nei titoli Super Mario Galaxy, Super Paper Mario e New Super Mario Bros. Wii per Wii ed in Super Mario 3D Land per Nintendo 3DS. In Super Mario Galaxy è possibile utilizzare Luigi dopo aver collezionato 120 Superstelle con Mario. Anche nel sequel, Super Mario Galaxy 2, è possibile utilizzare l'idraulico verde.
Luigi appare inoltre in tutti i titoli sportivi della serie Mario (tra cui Mario Kart, Mario Golf, Mario Tennis e Mario Baseball) ed in Super Smash Bros..

## Versioni alternative

### Baby Luigi

Baby Luigi in Mario Super Sluggers

Nel videogioco Super Mario World 2: Yoshi's Island, pubblicato nel 1995 per SNES e Game Boy Advance, viene introdotta una versione di Luigi infante, successivamente denominata Baby Luigi. Oltre che nei videogiochi Yoshi Touch & Go e Yoshi's Island DS, Baby Luigi compare in vari spin-off della serie, tra cui Mario Kart: Double Dash!! e Mario Super Sluggers. È doppiato da Charles Martinet.
Nei titoli con protagonisti Baby Mario e Yoshi, Baby Luigi viene rapito da Kamek o dai suoi sottoposti. In Mario & Luigi: Fratelli nel tempo, Baby Luigi viaggia insieme a Baby Mario, Mario e Luigi alla ricerca dei frammenti della Stella Cobalto al fine di liberare il Regno dei Funghi dalla minaccia degli Shroob.

### Mr. L
Nel videogioco Super Paper Mario Luigi viene trasformato nel malvagio Mr. L in seguito ad ipnosi eseguita da Nastasia, la segretaria del Conte Cenere. Oltre ad ostacolare Mario, sfidandolo più volte nel corso del gioco, costruisce un robot denominato "Frabot" (ed il suo potenziamento, "Frabot L"). Alla fine del gioco Dimensio utilizzerà la testa di Luigi per creare il boss finale. Il personaggio Mr. L è menzionato anche nella serie Super Smash Bros..

## Altri media
Luigi appare per la prima volta in un film d'animazione nel 1986, in Super Mario Bros. - Peach-hime kyushutsu dai sakusen!, con un aspetto differente da quello attuale: è vestito con una salopette, un cappello blu e una maglia gialla.
La prima comparsa di Luigi con l'abbigliamento consueto avviene nel terzo episodio delle Amada Anime Series: Super Mario Bros., dove viene rappresentata la storia di Biancaneve con i personaggi di Mario. Alla fine dell'episodio salva Mario e Peach dalla regina malvagia, impersonata da Koopa. 
Luigi appare anche in tutti i 91 episodi del cartone americano The Super Mario Bros. Super Show!, nonostante non ricopra il ruolo di protagonista.
Compare anche nella serie di manga Super Mario-kun.